# Torhamns uddes naturreservat
Torhamns udde är ett naturreservat i Karlskrona kommun i Blekinge län.
Reservatet är skyddat sedan 1977 och omfattar 511 hektar varav 129 hektar land. Det är beläget söder om tätorten Torhamn och består av hedar, vidsträckta strandängar, ett par öar med kringliggande havsyta.

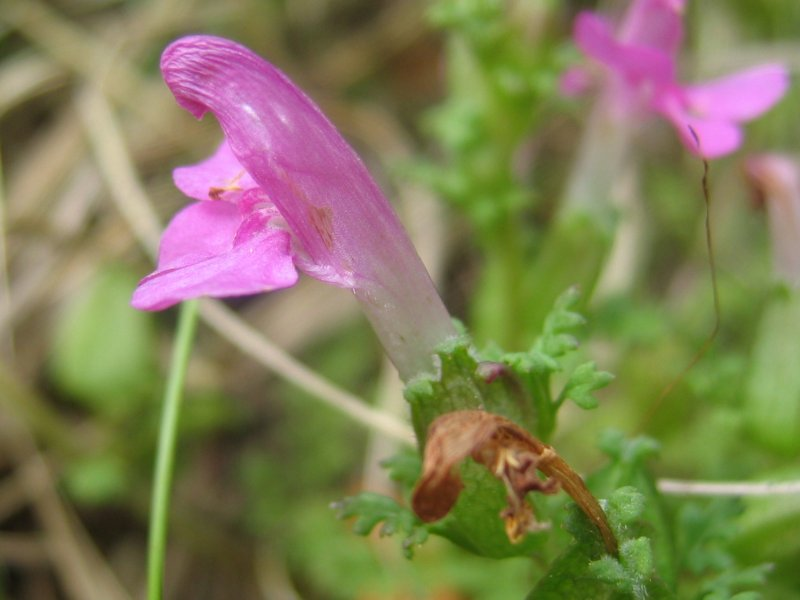
Granspira

Området är också en internationellt känd fågellokal med ett stort antal häckande och rastande fåglar. Till Torhamns fågelstation kommer många för att skåda fågel då stora mängder flyttfådel passerar vår och höst.
Landskapet på udden hålls öppet genom bete. Där växer nattviol, jungfru Marie nycklar, vårkällört och granspira. På udden finns även björkskogar och ljunghedar.
Udden har ett välbevarat öppet odlingslandskap som är rikt på fornminnen och har en lång kulturhistoria. Ett par bronsåldersrösen och ett järnåldersgravfält finns inom reservatet. Torhamns udde är det svenska fastlandets yttersta spets mot sydost.
Naturreservatet ingår i EU:s ekologiska nätverk, Natura 2000.